# Ans Luttge-Deetman
Ans Luttge-Deetman (Zwolle, 10 augustus 1902 - Weesp, 16 september 1993) was een Nederlandse impressionistische kunstschilder.

## Levensloop
Ans volgde in de jaren 1920-1930 opleidingen aan de Dagteeken- en Kunstambachtsschool voor Meisjes (Amsterdam), de Rijksakademie van beeldende kunsten (Amsterdam), het Gerrit Rietveld Academie (Amsterdam) en het Rijksnormaalschool voor Teekenonderwijzers.
Op de Rijksacademie ontmoette zij Jaap (Jacob Martinus) Luttge  (Buiksloot (Amsterdam), 24 mei 1904 – Loosdrecht, 5 juli 1989) waarmee zij op 1 oktober 1930 trouwde.
Gedurende de jaren 1934 tot 1940 maakten zij studiereizen naar o.a. Italië (Rome, 1934-1938), Frankrijk, Marokko en Spanje, in 1940 vestigden zij zich in Buiksloot (Amsterdam).
Ans schilderde voornamelijk portretten, figuurstudies en landschappen. Haar onderwerpen waren: de natuur, landschap, bloemen en stillevens. Zij was vanaf 1943 lid van Arti et Amicitiae.
In 1960 kochten zij een perceel grond in Nieuwersluis en lieten daarop een woning bouwen. Op de benedenverdieping bevond zich het atelier van Ans en op de bovenverdieping een atelier van haar man waar zij exposities van hun werk gaven.
Het echtpaar bleef kinderloos, Jaap overleed op 7 mei 1989 in Loosdrecht en Ans op 16 september 1993 in Weesp, beiden werden gecremeerd in crematorium Daelwijck (Utrecht).

### Studiereizen
Het echtpaar Luttge maakte in de jaren 1934 - 1940 verschillende studiereizen
De eerste reis bracht hen naar Frankrijk waar zij enige tijd aan de Rivièra verbleven, 
later woonden ze nog enige tijd bij een boerin in de Franse Pyreneën.
In 1934 won Jaap, als eerste, een prijs beschikbaar gesteld door het fonds Tétar van Elven,
door deze beurs werd hij in staat gesteld 4 jaar in het buitenland te werken.
In 1936 vertrokken zij naar Marokko, toen nog een Franse kolonie, (Fez en Atlasgebergte) waar zij
bij een ongeluk beiden een been braken waardoor zij een flinke vertraging van hun oorspronkelijke reisplannen ondervonden.
Na Marokko zouden zij naar Spanje reizen maar daar was inmiddels de Spaanse Burgeroorlog uitgebroken.
Daarom vervolgden zij hun reis met een tweede bezoek aan de kust van de Middellandse Zee en Italië (Assisi), zij keerden in 1937 terug naar Nederland.
Eind december gaven zij een korte expositie van  schilderijen, aquarellen en tekeningen die zij in deze periode hadden vervaardig (23 december 1937 tot 8 januari 1938 in het Museum Paul Tétar van Elven aan de Koornmarkt te Delft).
In 1938 vertrokken zij naar het hoofddoel Italië, in het testament van Tétar van Elven was de clausule opgenomen dat men in ieder geval Italië moest bezoeken.
Na  het uitbreken van de tweede wereldoorlog keerden zij in 1940 terug naar Nederland.
Meerdere werken van Ans geven een beeld van deze reizen en de vele indrukken die zij daar opdeed.

## Exposities

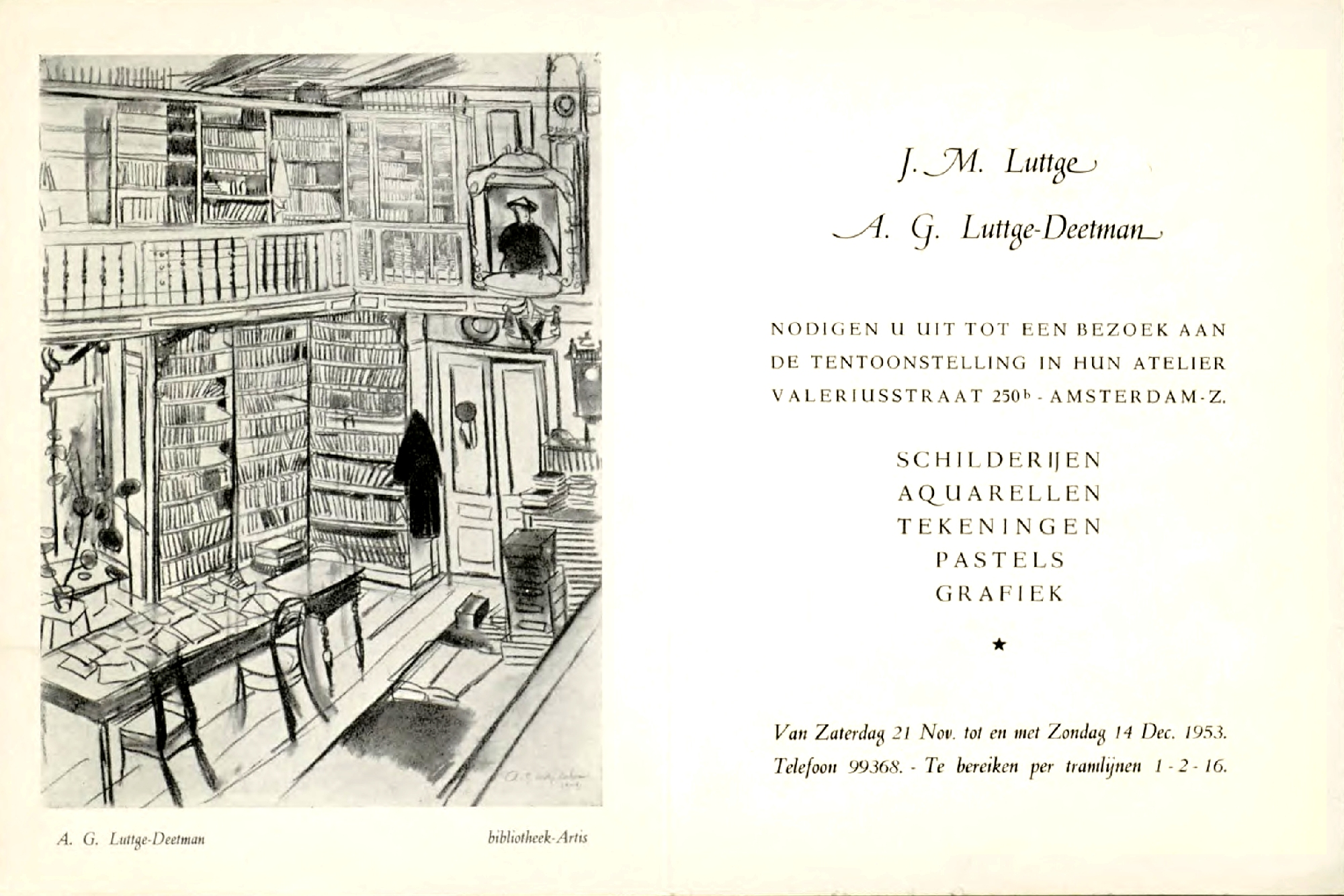
Uitnodiging 1953

In hun productieve jaren exposeerden de echtelieden geregeld tezamen, o.a. Arti 1937, 1938, 1939, kunsthandel Leffenaar (Haarlem) 1940, 1942, Galerie Robbert (Amsterdam) 1943, Atelier J.M. Luttge en A. Luttge-Deetman (Valeriusstraat 250B, Amsterdam) 1953, Nieuwersluis 1960, Huize Bloemenheuvel (Overveen) 1961-1962, Gooisch Museum 1963, Prinsenhof (Delft) 1963, Schouwburg Irene (Enschede) 1964.
De openingstentoonstelling van haar eigen werk was in 1941 in de Kunstzaal in 's Gravenhage. In 1987 was er een overzichtstentoonstelling van de inmiddels 85-jarige Ans in het Singermuseum in Laren. Het betekende een late erkenning voor haar werk omdat zij altijd in de schaduw van haar echtgenoot bleef.
Na haar dood werden in de expositieruimte van verpleegtehuis Hogewey in Weesp haar schilderijen en pastels tentoongesteld. Het was werk uit de zestiger en zeventiger jaren van de 20e eeuw, met interieurs en figuren in het interieur van de woning in Nieuwersluis.

## Oeuvre
- Vrouwelijk naakt, olieverf op doek, 1930.
- Italiaanse bruid, olieverf op doek, 1938.
- Dorpsstraat Holysloot, houtskool op papier.
- Achterzijde Buiksloterdijk 601-613, tekening op papier.
- Bloemstilleven met seringen, olieverf op doek, 1946.
- Gezicht op een stad, aquarel, 1948.
- Natura Artis Magistra, bibliotheek interieur, houtskool op papier, 1949.
- Dame in exotische volkskledij, 1950.
- Bloemstilleven, olieverf op doek, 1950.
- Stilleven met tulpen.
- Gezicht op boerderijen in Edam, olieverf op doek, 1953.
- 19 eeuwse markt in Duitse stad, aquarel met gouache, ?
- Bloeiende fruitbomen, olieverf op doek, 1958.
- Portret van een vrouw, olieverf op doek, 1961.
- Tekeningen van Nederlandse parken voor de maandkalender van de Nederlandsche Lloyd verzekeringsmij te Amsterdam, J. M. Luttge en A. G. Luttge-Deetman, 1954.
- Tekeningen van Nederlandse poorten kalender Nederlandsche Lloyd, J. M. Luttge en A. G. Luttge-Deetman, 1955.
- Tekeningen voor een kalender Nederlandse Loyd, J. M. Luttge en A. G. Luttge-Deetman, 1957.

## Wetenswaardigheden
- A.G. Luttge-Deetman, J.M. Luttge : schilderijen, aquarellen, tekeningen, een verkoopcatalogus uitgegeven in 1963 met een overzicht en prijzen.
- In 1964 kocht de provincie Utrecht een schilderij aan voor een bedrag van 900 gulden.
- In de collectie van het Joods Historisch Museum in Amsterdam bevinden zich drie kaartjes en een Sinterklaasgedicht van Ans en Jaap aan een zekere Ro Mogendorff.